# Ashville (Ohio)
Pour les articles homonymes, voir Ashville.
Ashville est un village américain situé dans le comté de Pickaway, dans l'Ohio. Selon le recensement de 2010, sa population est de 4 097 habitants.